# Шлыково (Ярославская область)
Шлы́ково — деревня Огарковского сельского поселения Рыбинского района Ярославской области .
Деревня расположена в южной части сельского поселения на автомобильной дороге, связывающей Рыбинск с центром Арефинского сельского поселения, селом Арефино. Деревня стоит в окружении лесов, в которых имеют истоки ручьи, текущие с севера и юга от деревни на запад и образующие речку Чога примерно в 1 км к западу от Шлыково. Деревня имеет единственную улицу, совпадающую с дорогой. Просёлочная дорога из Шлыково на север длиной около 1,5 км выходит к деревне Власьево и через неё — в долину реки Волготня к деревне Степаньково. Другая просёлочная дорога в восточном направлении выходит на правый северный берег реки Харенец, к деревне Курганово, крайней юго-западной деревне Огарковского сельского поселения . 
На 1 января 2007 года в деревне числилось 29 постоянных жителей . Почтовое отделение, расположенное в Волково, обслуживает в деревне 21 домов .